# Телеканали Росії

## Цифрові DVB-T2 канали

### Перший мультиплекс (DVB-T2)
| Холдинг / Власник                      | Назва                        | Запуск     | Формат мовлення (у T2 мережі) | Офіційний вебсайт                                  |
| -------------------------------------- | ---------------------------- | ---------- | ----------------------------- | -------------------------------------------------- |
| Національна Медіа Група (25%), РФ(75%) | «Первый канал»               | 01.04.1995 | SD 16:9                       | 1tv.ru — офіційний сайт «Телеканали Росії».        |
| ВДТРК                                  | Росія-1                      | 13.05.1991 | SD 16:9                       | russia.tv — офіційний сайт «Телеканали Росії».     |
| Газпром-Медіа Холдинг                  | Матч ТВ                      | 01.11.2015 | SD 16:9                       | matchtv.ru — офіційний сайт «Телеканали Росії».    |
| Газпром-Медіа Холдинг                  | НТВ                          | 10.10.1993 | SD 16:9                       | ntv.ru — офіційний сайт «Телеканали Росії».        |
| Національна Медіа Група (72%)          | П'ятий канал                 | 07.07.1938 | SD 16:9                       | 5-tv.ru — офіційний сайт «Телеканали Росії».       |
| ВДТРК                                  | Росія-К                      | 01.11.1997 | SD 16:9                       | tvkultura.ru — офіційний сайт «Телеканали Росії».  |
| ВДТРК                                  | Росія-24                     | 01.07.2006 | SD 16:9                       | vesti.ru — офіційний сайт «Телеканали Росії».      |
| ВДТРК,«Перший канал»                   | Карусель                     | 27.12.2010 | SD 16:9                       | karusel-tv.ru — офіційний сайт «Телеканали Росії». |
| «Общественное телевидение России»      | Громадське телебачення Росії | 19.05.2013 | SD 16:9                       | otr-online.ru — офіційний сайт «Телеканали Росії». |
| Уряд Москви (99,3%)                    | ТВ-Центр                     | 06.06.1997 | SD 16:9                       | tvc.ru — офіційний сайт «Телеканали Росії».        |

### Другий мультиплекс (DVB-T2)
| Холдинг / Власник                                   | Назва      | Запуск     | Формат мовлення (у T2 мережі) | Офіційний вебсайт                                    |
| --------------------------------------------------- | ---------- | ---------- | ----------------------------- | ---------------------------------------------------- |
| Національна Медіа Група (25%)                       | «РЕН-ТВ»   | 01.01.1997 | SD 16:9                       | ren.tv — офіційний сайт «Телеканали Росії».          |
| «СПАС-Медиа» (49%), РПЦ (51%)                       | Спас       | 28.07.2005 | SD 16:9                       | www.spastv.ru — офіційний сайт «Телеканали Росії».   |
| СТС-Медіа (37,94%), Національна Медіа Група (25,2%) | СТС        | 01.12.1996 | SD 16:9                       | ctc.ru — офіційний сайт «Телеканали Росії».          |
| СТС-Медіа (37,94%), Національна Медіа Група (25,2%) | «Домашний» | 06.03.2005 | SD 16:9                       | tv.domashniy.ru — офіційний сайт «Телеканали Росії». |
| Газпром-Медіа Холдинг                               | «ТВ-3»     | 01.07.1997 | SD 16:9                       | tv3.ru — офіційний сайт «Телеканали Росії».          |
| Газпром-Медіа Холдинг                               | Пятница    | 01.06.2013 | SD 16:9                       | friday.ru — офіційний сайт «Телеканали Росії».       |
| ТРК ЗС РФ «Звезда»                                  | «Звезда»   | 20.02.2005 | SD 16:9                       | tvzvezda.ru// — офіційний сайт «Телеканали Росії».   |
| «МТРК Мир»                                          | «Мир»      | 09.10.1992 | SD 16:9                       | mirtv.ru — офіційний сайт «Телеканали Росії».        |
| Газпром-Медіа Холдинг                               | ТНТ        | 01.01.1998 | SD 16:9                       | -                                                    |
| СТС-Медіа (37,94%), Національна Медіа Група (25,2%) | Муз-ТБ     | 01.05.1996 | SD 16:9                       | www.muz-tv.ru — офіційний сайт «Телеканали Росії».   |

### Третій мультиплекс (DVB-T2)
| Холдинг / Власник                                   | Назва          | Запуск     | Формат мовлення (у T2 мережі) | Офіційний вебсайт                                         |
| --------------------------------------------------- | -------------- | ---------- | ----------------------------- | --------------------------------------------------------- |
| СТС-Медіа (37,94%), Національна Медіа Група (25,2%) | «Че»           | 12.11.2015 | SD 4:3                        | chetv.ru — офіційний сайт «Телеканали Росії».             |
| СТС-Медіа (37,94%), Національна Медіа Група (25,2%) | «Love»         | 14.02.2014 | SD 4:3                        | ctclove.ru — офіційний сайт «Телеканали Росії».           |
| За ліцензією ВДТРК                                  | Euronews-Росія | 28.07.2005 | SD 16:9                       | ru.euronews.net — офіційний сайт «Телеканали Росії».      |
| Газпром-Медіа Холдинг                               | 2x2            | 02.11.1989 | SD 4:3                        | 2x2tv.ru — офіційний сайт «Телеканали Росії».             |
| Газпром-Медіа Холдинг                               | ТНТ4           | 01.01.2016 | SD 4:3                        | tnt4.ru — офіційний сайт «Телеканали Росії».              |
| ЮТВ Холдинг (51%), The Walt Disney Company (49%)    | «Канал Disney» | 31.12.2011 | SD 4:3                        | www.disney.ru/kanal/ — офіційний сайт «Телеканали Росії». |
| ЮТВ Холдинг                                         | «Ю»            | 16.09.2012 | SD 4:3                        | u-tv.ru — офіційний сайт «Телеканали Росії».              |
| «РосБизнесКонсалтинг»                               | РБК            | 01.09.2003 | SD 16:9                       | rbctv.rbc.ru — офіційний сайт «Телеканали Росії».         |

## Супутникові та кабельні телеканали

### Загальноформатні
- Час
- НТВ (HD)
- ОТР
- Перший канал (SD, HD)
- РЕН ТВ (SD, HD)
- Росія-1 (SD, HD)
- ТВ Центр (SD, HD)
- Центральне телебачення (ЦТБ)

### Інформаційні
- 360 Новини[ru]
- БілРос
- Велика Азія (HD)
- Разом РФ[ru]
- Все ТБ
- Відомість (HD)
- Червона лінія
- ЛДПР-ТВ
- Світ 24
- Світ (Premium)
- Первый российский национальный канал
- РБК
- Росія-24
- Союз ТВ[ru]
- Хабар 24[ru]
- ЭХО ТВ[ru]

### Дитячі
- В гостях у сказки
- Детский
- Дитячий світ
- Капитан Фантастика
- Телеканал "Карусель"
- Малыш ТВ
- Телеканал "Мама"[ru]
- Мульт
- Мультиландия
- Мультимузика[ru]
- О!
- Радость моя[ru]
- СТС kids[ru] (HD)
- СуперГерои
- Уникум

### Розважальні
- 360°[ru]
- Субота.[ru]
- КВН ТВ
- Сарафан
- 2х2
- ТНТ4[ru]
- Восток ТВ
- О2TВ[ru]
- Жар птица
- Калейдоскоп ТВ
- Живи!
- Точка отрыва[ru]
- Ключ
- Открытый мир
- СТС
- Домашній
- ТВ-3 (SD, HD)
- Пятница (SD, HD)
- ТНТ (SD, HD)
- Чё[ru]
- Ю.[ru]
- Театр
- Центральное телевидение
- О, Кино!
- 7tv
- Анекдот ТВ (SD, HD)
- Comedy TV[ru]

### Пізнавальні
- Бобёр
- Поехали
- Дикий
- Дикая Охота (HD)
- Дикая Рыбалка (HD)
- Росія-К
- Общественное телевидение России
- Мир
- Техно 24
- 365 дней ТВ
- Победа
- Моя планета
- Диалоги о рыбалке
- Охота и рыбалка
- Усадьба ТВ
- Еда
- Здоровое ТВ
- Первый образовательный
- Мужской
- Морской (HD)
- Просвещение
- Доктор
- Пёс и Ко
- История
- Тайна Галактики (HD)
- Нано (HD)
- Живая природа
- Глазами туриста
- Еда (Premium)
- RT Documentary
- Рыболов (HD)
- Наука
- Живая планета
- Мама
- Звезда
- Телепутешествие
- Охотник и Рыболов
- Приключения (HD)
- Рыжий
- Зоо ТВ
- Тонус ТВ
- Загородный
- Эврика (HD)
- В мире животных (HD)
- Пи-Столет
- Авто 24
- Zоопарк
- Точка отрыва
- Вопросы и ответы
- Домашние животные
- Драйв
- Психология21
- Ретро
- Рыбалка и охота
- Открытый мир. Здоровье
- Кто куда
- ЕГЭ ТВ
- Успех
- Загородная жизнь
- Оружие (SD, HD)
- ТБН-Россия
- Улыбка ребёнка
- Е ТВ
- Наша Сибирь (SD, 4K)
- Авто Плюс
- Кухня ТВ
- Ностальгия
- Кто есть кто

### Музичні
- ТНТ Music
- Music Box Russia (HD)
- Music Box
- Clubbing TV (HD)
- RU.TV (HD)
- Шансон ТВ
- ЛЯ-Минор
- VH1 EUROPEAN
- MCM TOP
- Bridge TV
- Europa plus ТВ (SD, HD)
- MTV Dance
- MTV Hits
- MTV Roks
- VH1 Classic
- Mezzo
- Bridge TV Русский хит
- Наше ТВ
- Bridge TV Hits
- Bridge TV Classic
- Bridge TV Deluxe (HD)
- 1HD Music Television
- Aiva
- Музыка Первого
- MTV LIVE (HD)
- Mezzo Live (HD)
- iCONCERTS (HD)
- Жара TV (SD, HD)

### Спортивні
- UFC ТВ
- Eurosport 1 (HD)
- Матч! Боец
- Матч! Арена (HD)
- Русский экстрим
- Матч! Премьер
- Футбол (HD)
- Extrene Sports
- Мир Баскетбола
- Матч ! Страна
- Матч! Игра (HD)
- Мотоспорт ТВ (HD)
- Драйв
- Авто плюс
- Матч ТВ (SD, HD)
- Eurosport Gold (HD)
- КХЛ (HD)
- КХЛ (Prime)
- Viasat Sport (HD)
- Матч! Футбол 1
- Матч! Футбол 2
- Матч! Футбол 3
- Fuel TV HD
- АВТО 24
- Eurosport 4K
- Russian extreme Ultra
- Старт
- Конний мир
- MMA-TV

### фільмові
- TV 1000 Action (HD)
- TV 1000 (HD)
- СТС Love
- TV XXI век
- Иллюзион +
- Русский иллюзион
- TV 1000 Русское кино (HD)
- Кинокомедия
- Paramount Comedy (HD)
- НСТВ
- FOX (HD)
- FOX Life (HD)
- Феникс плюс кино
- Дом кино
- Любимое кино
- A2 про любовь
- Комедия
- Киномикс
- Мужское кино
- Родное кино
- Наше любимое кино
- Paramount channel
- Zee TV
- Ретро
- Русский роман (HD)
- Русский Бестселлер
- Русский детектив
- Синема
- Spike (HD)
- Дорама
- Sony Turbo
- НТВ хит
- Shot TV
- Тайна
- Fan (HD)
- Мир сериала
- Сиеста (HD)
- ViP Premiere
- ViP Megahit
- ViP Comedy
- Страшное (HD)
- Amedia Hit
- А1 (HD)
- Amedia Premium
- Paramount channel (HD)
- ViP Serial
- Дом кино Premium
- Bollywood (HD)
- Ultra HD Cinema
- Звезда
- П'ятий канал
- НТВ Хит
- Мосфильм
- Русский роман
- Настоящее страшное ТВ
- Red
- Black
- Sci-Fi
- Кинопоказ
- Остросюжетное HD)
- Наш Кинороман (HD)
- Наше Крутое (HD)
- Романтичное (HD)
- Комедийное (HD)
- Кино (UHD)
- Сериал (UHD)
- Еврокино
- КиноSAT
- О! Кино
- Феникс Плюс Кино (SD, HD)
- Amedia Premium (HD)
- Amedia
- Киносвидание
- Киносемья
- Кинохит
- Кинопремьера (HD)
- Индийское кино
- Наше новое кино
- Киносерия
- Universal Channel
- Syfy Universal
- Киноужас

### Еротичні
- Русская ночь
- Playboy TV

### Релійні
- Аль-РТВ
- Союз
- Спас

### Телемагазини
- Shopping Live
- Shop&Show
- Shop24
- Ювелирочка
- Vitrina TV
- Top Shop TV
- Leomax
- Leomax 24
- Leomax Plus

### Міжнародні версії
- Пятница! International
- ТНТ International
- ТНТ4 International
- ТНТ Музыкальный
- ТВ Центр International (TVCI)
- Перший канал. Всесвітня мережа
- Carousel International
- РТР-Планета
- Матч! Планета
- TVCI
- НТВ Мир
- Russia Today
- RTVi
- СТС International
- Домашній International
- Перец International
- П'ятий канал International
- Звезда плюс
- RTG International
- Охотник и Рыболов International

### Іноземні з наявною російськомовною аудіодоріжкою

#### Інформаційні
- BBC World News
- CNN International
- DW TV
- Euronews Russia
- France 24
- NHK World Japan
- Білорусь-24
- БілРос

#### Дитячі
- Ani
- Baby TV
- Cartoonito
- Cartoon Network
- Da Vinci
- Disney channel
- Gulli Girl
- JimJam
- Nick Jr.
- Nickelodeon
- TiJi
- Nicktoons

#### Розважільні
- World Fashion Channel (HD)
- MTV (HD)
- TV5 MONDE
- TLC

#### Пізнавальні
- DTX
- Discovery Channel Росія (HD)
- Animal Planet Россия (HD)
- Science channel
- Discovery HD Showcase
- Investigation Discovery (HD)
- Travel Channel
- History (HD)
- National Geographic Channel
- Viasat Explorer
- Viasat History
- Nat Geo Wild
- Food Network (HD)
- H2 (HD)
- Investigation Discovery (HD)
- Viasat Nature (HD)
- Kazakh TV
- Travel and Aventure (HD)
- Love Nature (4K)
- Insight (UHD)
- RTG TV (SD, HD)
- HDL
- Fashion TV

## Регіональні і місцеві телеканали

### Автономна республіка Крим
- Восьмий канал — Крим
- Евпаторія 24
- ИТВ (г. Севастополь)
- Керч 24
- Крим 24
- Легендарний 24 (Крым)
- Миллет
- Независимое телевидение Севастополя (НТС)
- Перший Кримський
- Перший Севастопольский (г. Севастополь)
- Севастополь 24
- Севастопольске телебачення (СТВ)
- Сімферополь 24
- Ялта 24

### Адигея
- Майкопское телевидение

### Алтайський край
- 39 канал (Барнаул)
- Катунь 24 (Барнаул)
- Толк (Барнаул)
- Алтайський край 24 (ГТРК «Алтай»)
- Рубцовськ ТВ
- Бийське телебачення (Бийск)

### Амурська область
- Амурское областное телевидение
- Бор-ТВ (Левый берег)
- Город 24 (Благовєщенськ)
- Свой (Благовєщенськ)
- ТВ БЛИК (Благовєщенск)

### Архангельська область
- Регион 29 (Архангельськ)
- СТВ (Сєвєродвинськ)
- Норд ТВ (Новодвинськ)

### Астраханська область
- 7+ (Астрахань)
- Астрахань 24
- Про Астрахань
- Лотос 24 (ГТРК «Лотос»)
- Продвижение-Астрахань (Астрахань)

### Башкортостан
- UTV Нефтекамск
- UTV Салават
- UTV Стерлитамак
- Башкортостан 24 (ГТРК «Башкортостан») (Уфа)
- БСТ (респ. Башкортостан)
- Вся Уфа
- РБК-Уфа
- Салям (Уфа)
- Тамыр
- UTV
- Курай ТВ
- Учалы ТВ (Учалинський район)

### Бєлгородська область
- Белгород 24
- Мир Белогорья (Бєлгород)
- Белгород 24 (Бєлгород)

### Брянська область
- Брянск 24
- Брянская губерния (Брянськ)
- Брянск 24 (Брянськ)

### Бурятія
- Альтернативное телевидение Бурятии (АТВ)
- Ариг Ус
- Буряад ТВ
- Селенга-ТВ
- Тивиком (Улан-Уде)

### Володимирська область
- Вариант (Володимир)
- Губерния 33 (Влодимир)
- МИР ТВ (Володимир)
- Призыв ТВ (Володимир)
- Шестой канал (Володимир)

### Волгоградська область
- Волгоград-1
- Волгоград 24 (ГТРК «Волгоград-ТРВ»)
- Муниципальное телевидение Волгограда (МТВ)
- Русский Север (Вологда)
- Ариадна (Фроловський район)
- Фролово ТВ (Фролово)
- ТНТ-Михайловка (Михайлівка)
- Котельниково-TV (Котельниковський район)
- Урюпинское телевидение (Урюпинський район)

### Вологодська область
- Канал 12 (Череповець)
- Провинция (Великоустюгський район)
- Русский Север

### Воронезька область
- TV Губерния (Воронеж)
- Известия-Воронеж
- КТВ — Город (Воронеж)
- ВТК Аргус
- Бобров (Бобровський район)
- Известия-Воронеж (Воронеж)

### Дагестан
- Наше национальное телевидение (Махачкала)
- РГВК «Дагестан»

### Єврейська автономна область
- НТК 21 (Биробиджан)

### Забайкальський край
- Zab.TV (Чита)
- Забайкалье

### Івановська область
- 7x7 (Іваново)
- Барс (Іваново)
- Ивановское общественное телевидение (Іваново)
- РТВ-Іваново
- ТНТ-Кинешма (Кінешма)

### Інгушетія
- НТРК «Ингушетия»

### Іркутська область
- 360° Ангарск (г. Ангарськ)
- Независимая телерадиокомпания Ангарська
- АИСТ (г. Иркутск)
- Новое телевидение Сибири (Иркутск)
- БайкалУниверТВ (Братск)
- БСТ 24 (г. Братськ)
- Первое братское городское телевидение 24
- Учебно-образовательный канал ИРНИТУ
- Диалог (Усть-Кутський район)
- Актис (Ангарськ)

### Кабардино-Балкарська Республіка
- 1 КБР

### Калінінградська область
- Восьмой канал — Калінінград
- Запад 24 (ГТРК «Калінінград»)
- Каскад (Калінінград)
- Первый городской (Калінінград)

### Калмикія
- Национальное телевидение Калмыкии (НТК)
- Хамдан (Элиста)

### Калузька область
- Ника ТВ (Калуга)
- СИНВ (Калуга)

### Камчатський край
- 41 регион (Петропавловськ-Камчатський)
- TVK Камчатка
- Камчатка 1
- Продвижение-Камчатка

### Карачаєво-Черкесія
- Архыз 24

### Карелія
- Восьмой канал — Карелія
- Карелия Online
- Ника Плюс (Петрозаводськ)
- САМПО ТВ 360°

### Кемеровська область
- 10 канал (Новокузнецьк)
- Известия-Кемерово (Кемерово)
- Ново-ТВ (Новокузнецьк)
- ТВН (г. Новокузнецк)
- Сделано в Кузбассе (Кемерово)
- Кузбасс-1 (Кемерово)
- ТВ Мост (Кемерово)
- ТМ-КВАНТ (Междуреченськ)

### Кіровська область
- Вятка 24 (ГТРК «Вятка»)
- Девятка ТВ (Кіров)
- Первый городской (Кіров)
- Ладога-ТВ (Кіров)

### Комі
- Известия-Сыктывкар
- Юрган
- Волна Плюс (Печора)

### Костромська область
- 44ТВ (Кострома)
- Logos (Кострома)
- Русь (Кострома)

### Краснодарський край
- 360° Армавир
- Кубань 24 (Краснодар)
- Кубань 24 Орбита (Краснодар)
- Мой Туапсе
- Краснодар
- Мой Туапсе
- Туапсе 24
- Море ТВ (Краснодар)
- НТВ-Армавир
- РБК-Кубань
- ТСТ (Тихорецьк, Кавказський, Павловський, Новопокровський и Виселковський райони)
- РТК «Тихорецк» (Тихорецьк, Кавказський, Павловський, Новопокровський и Виселковський райони)
- СКИТ (Отрадна)
- ТВК (Каневська)
- МТРК «Краснодар» (Краснодар)
- Новороссийск (Новоросійськ)
- Сочи24 (Сочі)

### Красноярський край
- 12 канал (Красноярськ)
- 360° Туапсе
- GLN News (Геленджик)
- Sochi24
- Sochi Life
- Восьмой канал — Красноярський край
- Енисей (Красноярськ) (SD, HD)
- Красноярск 24 (Красноярський край)
- Прима (Красноярськ)
- Седьмой канал (Красноярськ)
- ТВК (Красноярськ)
- Центр-Красноярск
- АТВ (Ачинськ)
- Новый век (Ачинськ)
- ОСА (Ачинськ)
- Афонтово
- Лимон ТВ (Канськ)
- Пятый канал (Канськ)
- Твой Канский
- Норильск ТВ
- Регион-Сибирь 24 (Красноярськ)
- Северный город (Норильськ)
- Пирамида-ТВ (Назарово)
- ТНТ-Причулымье (Назарово)
- Назарово (Назарово)
- Шанс (Шарипово)
- 7 канал (Красноярськ)

### Курганська область
- Kurgan.RU
- Область 45 (Курган)
- ШТВ (Шадринський, Далматовський, Катайський, Шатровський, Каргапольський райони)
- Инфо24 (Шадринськ)

### Курська область
- 46ТВ (Курськ)
- KurskTV.ru
- Сейм (Курськ)
- Такт 24 (Курськ)

### Ленінградська область
- АртПитер
- Лен ТВ 24
- НТВ-Петербург
- РБК-Санкт-Петербург
- Санкт-Петербург (SD, HD)
- Санкт-Петербург 24
- Теледом
- Волховское телевидение (Волхов)
- СвирьИнфо (Подпоріжжя, Лодейне Поле)
- Ореол ТВ (Бокситогірськ)
- Мост (Бокситогірськ)
- ТВМ Морозовское городское поселение
- Алиса ТВ (Івангород)
- Всеволожск-ТВ (Всеволожськ)
- Сясь ТВ (Сясьстрой)
- Вырицкое ТВ (Вірица)
- Телевидение Вуокса (Светогорськ)
- Приозёрск-ТВ (Приозерськ)
- Отрадное-ТВ (Отрадне)
- ЯмТВ (Кінгісепп)
- Тосненское телевидение (Тосно)
- Луга ТВ (Луга)
- Дивест (Тихвин)
- Дивья ТВ (Тихвин)
- Тихвинское телевидение (Тихвин)
- Кириши-ТВ (Кириши)
- Ореол 47 (Гатчина)
- Ореол 24 (Гатчина)
- Тера Студия ( Сосновий Бор)
- СТВ (Сосновий Бор)
- ВМТК (Виборг)

### Ліпецька область
- ВОТ ТВ (Липецьк)
- Елец ТВ (Елець)
- Липецк Тайм
- Липецкое время (Ліпецьк)
- Олимп (Липецьк)
- РБК-Липецк

### Магаданська область
- МТК-Видео
- Охотский ряд (Магадан)
- ТВ-Карибу
- ТВ-Колыма-Плюс

### Марій Ел
- МЭТР

### Мордовія
- Мордовия 24
- Народное телевидение Мордовии (НТМ)
- Саранск-ТВ

### Московська область
- 360° Дубна
- Долгопрудный ТВ
- Дубна
- Москва 24 (Москва) (SD, HD)
- Москва Доверие (SD, HD)
- ТВ Мытищи
- ТЕО-ТВ (Москва)
- Балашиха ТВ (Балашиха)
- Радонежье (Сергіжв Посад)
- Тонус (Сергієв Посад)
- Вечерний Дмитров (Дмитров)
- Орехово-Зуево (Орєхово-Зуєво)
- Аист (Орехово-Зуево)
- ТВ Мытищи (Мытищинський район)

### Мурманська область
- Арктик-ТВ (г. Мурманськ)
- Восьмой канал — Мурманськ
- Национальный жилищный канал (НЖК)
- ТВ-21+
- Народное ТВ Хибины (Апатити, Кіровськ)

### Нижньогородська область
- UTV Нижний Новгород
- Волга (Нижний Новгород)
- Волга-24 (Нижний Новгород)
- Нижний Новгород 24 (ГТРК «Нижний Новгород»)
- ННТВ (Нижний Новгород)
- НТВ-Нижний Новгород
- Арзамас
- Дзержинск-ТВ
- Канал-16 (Саров)
- Сергач-ТВ
- Бор-ТВ (Бор)
- Городец-ТВ (Городець)
- Дзержинск-ТВ (Дзержинськ)
- ТНТ-Выкса (Викса)
- Наш край (Красні Баки)
- Сергач-ТВ (Сергач)

### Ненецький автономний округ
- Север (Нарьян-Мар)

### Новгородська область
- Новгородское областное телевидение
- 53 регион (Чудово)

### Новосибірська область
- Восьмой канал — Новосибірськ
- НСК 49 (Новосибірськ)
- НТН 24 (Новосибірськ)
- ОТС (Новосибірськ)
- РБК-Новосибірськ

### Омська область
- 12 канал (Омськ) Омские медиа
- НДС (Омськ)
- Обком ТВ (Омськ)
- Омск-24
- Первый городской (Омськ)
- Продвижение (Омськ)

### Оренбурзька область
- UTV Орск
- Известия-Евразия (Орськ)
- ОРТ-Планета (Оренбург)
- Плюс (Оренбург)
- UTV
- Пульс ( Борське,  Бузулук)
- ТВ-1 (Кінель-Черкаси, Отрадний)
- ТК «Нур» (Камишлинський район)
- ТВ-9 (Похвистнево, Бугуруслан)
- Спектр (Хворостянський район)
- Челно-Вершинские вести (Челно-Вершины)
- СТВ (Бузулук)
- Город (Оренбург)

### Орловська область
- Истоки (Орел)
- Первый областной (Орел)
- ТВМ (Мценськ)

### Пензенська область
- 11 канал (Наш Дом) (Пенза)
- 11канал (Пенза)
- Экспресс (Пенза)

### Пермський край
- VETTA 24 (Пермь)
- РБК-Пермь
- Рифей-Пермь (Пермь)
- Своё ТВ (Березники)

### Північна Осетія
- Алания 1 (ГТРК «Алания»)
- Осетия-Ирыстон

### Приморський край
- Восток 24 (ГТРК «Владивосток») (Владивосток)
- Восьмой канал — Владивосток
- Лента (г. Артем)
- ОТВ (Приморье)
- Прим24
- ТВ-Находка
- Телемикс (Усурийськ)

### Псковська область
- Первый Псковский (Псков)

### Республика Чувашія
- Национальная телерадиокомпания Чувашии/Чаваш Ен

ЮТВ (Чебоксари)

### Ростовська область
- Дон 24 (SD, HD)
- Дон-ТР
- Первый Ростовский (Ростов-на-Дону)
- Пятый канал (Таганрог)
- Ростов-папа
- РТП-5 (Таганрог)
- ТК «Университет» (Таганрог)
- ТТК — 21-й канал (Таганрог)
- Волгодонский вестник (Волгодонськ)

### Рязанська область
- Город (Рязань)
- КТВР (Рязань)
- ТКР (Рязань)
- Эхо-ТВ (Рязань)
- Касимов ТВ (Касімов)

### Самарська область
- ВАЗ ТВ (Тольятті)
- День 24 (Новокуйбышевськ)
- Тольятти 24 (Тольятти)
- Ё (Самара)
- КТВ-Луч (Сизрань)
- Самара-ГИС
- Самара 24 (ГТРК «Самара») (Самара)
- Самарское губернское телевидение
- СКАТ
- ТРК Отрадный (Отрадний)
- ТВН (Новокуйбішевськ)
- Радуга-3 (Сергієвськ)
- МУП Сок (Ісаклинський район)

### Саратовська область
- Вторая садовая (ГТРК «Саратов»)
- Саратов 24
- Саратовский городской телеканал
- Известия-Саратов (Саратов)

### Сахалінська область
- АСТВ (Південно-Сахалінськ)
- АСТВ 24 (Південно-Сахалінськ)
- Солнце ТВ (Південно-Сахалінськ)
- ОТВ (Сахалін)

### Свердловська область
- 24/6 (Єкатеринбург)
- Крик-ТВ
- ОТВ (Єкатеринбург) (SD, HD)
- РБК-Єкатеринбург
- Первоуральск ТВ
- Реальный Тагил
- СГДФ 24
- Телекон (Нижній Тагіл)
- Четвёртый канал (Єкатеринбург)
- Эра-ТВ (Єкатеринбург)
- Эфир 66 (Єкатеринбург)
- U-Travel
- Заречный ТВ (Зарічний)
- Эхо ТВ (Новоуральск
- Верх-Нейвинский)
- Евразия (Первоуральськ)
- ПТВ (Первоуральськ)
- Асбестовское ТВ (Асбест)
- 4-й канал (Єкатеринбург)

### Смоленська область
- Регион 67 (Смоленськ)
- Смолтелеинфо
- Ареал (Рославль)
- Десна-ТВ (Десногірськ)

### Ставропільський край
- 26 регион (Ставропіль)
- Кавказ 24 (ГТРК «Ставрополье»)
- Своё ТВ (Ставропіль)
- Ставропольское городское телевидение

### Тамбовська область
- Новый век (Тамбов)
- Продвижение-Тамбов

### Татарстан
- UTV Казань
- Эфир (Казань)
- Майдан
- НТР24 (Нижнекамськ)
- Татарстан 24
- ТНВ (Татарстан)
- ТНВ-Планета
- Челны ТВ
- Шаян-ТВ
- ЮВТ 24
- UTV
- Чаллы-ТВ (Набережні Челни)
- Нурлат ТВ (Нурлат)

### Тверська область
- Восьмой канал — Тверь
- Панорама ТВ (Тверь)
- ТВ Тверь
- Тверь сегодня
- Тверской проспект — Регион

### Тива
- Тува 24

### Томська область
- Восьмой канал (Томськ)
- Живое ТВ (Томськ)
- Первый справочный (Томськ)
- Томское время
- СТВ (Стрежевий)
- Телевидение Колпашева (Ковпашеве)
- Студия телевидения г. Асино / АсТВ (Асіно)
- Централизованная клубная система Первомайского района (Первомайське)

### Тульська область
- Первый Тульский (Тула)
- ТВ-Донской (Донский)
- ТРК «Новомосковск» (Новомосковськ)
- ТК «Каскад» (Вузлова)

### Тюменська область
- TVоя Тюмень (Тюмень)
- РБК-Тюмень
- Город (Ноябрьск)
- Миг (Салехард)
- Тобольское время
- Тюменское время

### Удмуртія
- Ижевск (Ижевск)
- Моя Удмуртия
- СиТиСи
- ТВС (Глазов)

### Ульяновська область
- Репортёр 73 (Ульяновськ)
- Симбирское телевидение (СТВ)
- УлПравда ТВ (Ульяновськ)
- Николаевское телевидение (Миколаївка)
- Правда ТВ (Ульяновск)

### Хабаровський край
- 6ТВ (Хабаровськ)
- Губерния (Хабаровськ)
- Хабаровск
- Продвижение-СЭТ
- Комсомольское время (Комсомольск-на-Амуре)
- Хабаровск ТВ (Хабаровськ)

### Хакасія
- Абакан 24 (Абакан)
- ТВ-7 (Абакан, Саяногорськ)
- РТС
- СТВ (Саяногорськ)
- Абакан-24 (Абакан)
- ТВ-7 (Абакан)
- Первое городское телевидение (Саяногорск, Черемушки)

### Ханти-Мансійський автономний округ
- С1 (Сургут)
- С86 (Сургут)
- СИНКОМ
- Сити Гид (Сургут)
- СургутИнтерНовости (Сургут)
- Сургут 24 (Сургут)
- СургутИнформ-ТВ (Сургут)
- Сургут 24
- Ugra Travel
- Новая студия (Ханти-Мансійськ)
- Югра

### Челябінська область
- 31 канал (Челябинськ)
- URAL1 (Челябинськ)
- ОТВ (Челябинськ)
- Челябинск 24 (ГТРК «Южный Урал»)
- Медиа ТВ (Магнитогорськ)
- Продвижение-Магнитогорськ (КТВ-Урал)
- ТВ-ИН (Магнитогорськ)
- Тера (Магнитогорськ)
- Злат-ТВ (Златоуст)
- Уфалейская ТРК (Верхньоуфалейський район)
- Восточный экспресс (Міас)

### Чеченська республіка
- ЧГТРК «Грозный»

### Чувашія
- UTV Чебоксары
- Зима (Чебоксари)
- ЮТВ (Чебоксари)

### Якутія
- Мамонт (Якутськ)
- НВК Саха (Якутск)
- Саха 24 (Якутськ)
- Якутия 24

### Ямало-Ненецький автономний округ
- Ноябрьск 24
- Ямал
- Ямал 1
- Ноябрьск 24 (Ноябрьск)
- МИГ-ТВ (Ноябрьск)
- Сигма (Новий Уренгой)

### Ярославська область
- Городской телеканал (Ярославль)
- Первый Ярославский (Ярославль)
- Рыбинск-40
- Гаврилов-Ямское телевидение (Гаврилов-Ям)
- ДИА-ТВ (Данілов)
- Рыбинск-40 (Рибинськ)
- РИА-ТВ (Рибинськ)
- ТСН (Рыбинская Телевизионная Служба Новостей) (Рибинськ)
- ТВ РПК (Ростов)
- НТК — телевидение Тутаева (Тутаєв)
- «Переславль» Переславль-Залесский
- ТВ РПК (Ростов)
- Люкс ТВ (Тутаєв)

## Закриті та зниклі

### Всеросійські
- НТВ-Плюс Музыка
- Телешкола
- НТВ-Плюс Боевик
- АРТ-Телесеть
- Киноклассика
- Удивительный мир
- Наша музыка
- Ингрий мир
- ITR
- Мировое кино
- Из рук в руки ТВ
- Fox Kids
- Fox Kids Play
- Moda Non Stop TV Channel
- Neo Music
- Родное слово
- Облака
- Love Music
- Клуб путешествий
- Геомания
- Благовест
- Новый иллюзион
- Китай
- Kawaii TV
- World Music Channel
- Дебют ТВ
- Регби ТВ
- Американский футбол
- Весёлое ТВ (Ребрендинг)
- VH1 Россия
- 2 Спорт 21-е
- Turinfo.tv
- НТВ-Плюс NBA TV
- Jetix Play
- Jetix
- Gameland TV
- 1ROCK1
- Идеальный мир
- ТелеНяня
- Бибигон
- Где и кто (Ребрендинг)
- НТВ-Плюс Спорт Классика
- Первый Игровой
- ТВ Бульвар
- TVCAM1
- Mini Movie
- Love Story
- PROPOKER
- MAN TV
- High Life
- Дискотека ТВ
- Настоящее смешное телевидение
- Коммерсантъ ТВ
- Женский мир
- Fox Crime
- Третий канал
- Эксперт-ТВ
- 21+
- Недвижимость ТВ
- KidsCo
- Синергия ТВ
- ImageTV
- Знание
- Закон ТВ
- Kinomania.TV
- 3 канал +
- А24
- Look TV
- Стрела
- Inva Media
- КП-ТВ
- НТВ-Плюс Спорт Союз
- НТВ-Плюс Спорт Онлайн
- Teen TV
- Интересное ТВ
- Перец
- Бойцовский клуб
- ТНТ-Comedy
- HD Кино
- НТВ-Плюс 3D by Panasonic
- Кинорейс
- Кинорейс
- НТВ-Плюс Киносоюз
- НТВ-Плюс Баскетбол
- НТВ-Плюс Теннис
- HD Спорт
- НТВ-Плюс Спорт
- НТВ-Плюс Спорт Плюс
- Спорт-1
- Style TV
- Спорт
- A-One
- Россия HD (Ребрендинг)
- Сериал HD
- Amazing life
- IQ HD
- Росія-2
- Всегда с тобой
- Наше HD
- Семейное HD
- Много ТВ (Ребрендинг)
- 24_DOC (Ребрендинг)
- Агро-ТВ
- Страна
- 13 канал
- Браво ТВ
- World Business Channel
- Го
- Знак ТВ
- FitCult
- Искушение
- Game Show (Ребрендинг)
- Хорошее кино
- Матч! Ультра
- AMC
- MGM HD
- TR!CK
- Ginger HD (Ребрендинг)
- R1
- Раз ТВ (Ребрендинг)
- Юмор TV
- Bridge TV Dance (Ребрендинг)
- Первый образовательный
- Pro Гонки
- MTV Rocks Europe
- VH1 Europe
- Супер (Ребрендинг)
- Центральное телевидение
- Гостелерадио СССР
- 1-й канал Останкино
- Российские университеты
- 4-й канал Останкино
- ТВ-6
- ТВС
- Прометей АСТ
- АСТВ
- Rambler Телесеть
- АРТ-Телесеть
- Планета Спорт
- Москва — Открытый мир
- BIZ-TV
- Теленяня
- Бибигон
- Семёрка
- К-10
- Эксперт-ТВ
- Твой дом (HD)
- М-1 Global